# Bill Steer
Bill Steer, właśc. William Geoffrey Steer (ur. 3 grudnia 1969 w Stockton-on-Tees) – brytyjski muzyk, kompozytor, wokalista, autor tekstów i instrumentalista. Bill Steer znany jest przede wszystkim z występów w zespole prekursorów grindcore'u Carcass, którego był współzałożycielem. Następnie na krótko związał się z grind-deathmetalowym zespołem Napalm Death. W drugiej połowie lat 90. XX w. porzucił scenę muzyki heavymetalowej na rzecz hard i blues-rocka. Efektem było trio Firebird, które Steer powołał w 1999 roku. W 2009 roku dołączył do rockowej formacji Gentlemans Pistols. Z kolei rok później został członkiem heavymetalowego zespołu Angel Witch.
W 1989 roku, w okresie kiedy silnie rozwijał się death metal i grindcore Steer wspólnie z Jeffem Walkerem z grupy Carcass założył wytwórnię płytową Necrosis Records, która z czasem stała się częścią dużej Wytwórni Earache Records. Nakładem Necrosis Records ukazały się płyty takich zespołów jak: Electro Hippies, Cadaver, Carnage i Repulsion.
Bill Steer wystąpił też razem z Jeffreyem Walkerem w serialu komediowym S-F Czerwony karzeł (ang. Red Dwarf) w odcinku "Timeslides" (5. odcinek, 3. seria). W 2004 roku muzyk został sklasyfikowany na 92. miejscu listy 100 najlepszych gitarzystów heavymetalowych wszech czasów według magazynu Guitar World.

## Dyskografia
Carcass
- Reek of Putrefaction (1988, Earache Records)
- Symphonies of Sickness (1989, Earache Records)
- Necroticism – Descanting the Insalubrious (1991, Earache Records)
- Heartwork (1993, Earache Records)
- Swansong (1996, Earache Records)
- Surgical Steel (2013, Nuclear Blast)

Firebird
- Firebird (2000, Rise Above Records)
- Deluxe (2001, Music for Nations)
- No. 3 (2003, Steamhammer Records)
- Hot Wings (2006, Rise Above Records)
- Grand Union (2009, Rise Above Records)
- Double Diamond (2011, Rise Above Records)

Gentlemans Pistols
- At Her Majesty's Pleasure (2011, Rise Above Records)

Jeff Walker Und Die Fluffers
- Welcome To Carcass Cuntry (2006, Cargo Records)

Napalm Death
- Scum (1987, Earache Records)
- The Curse (EP, 1988, Earache Records)
- From Enslavement to Obliteration (1988, Earache Records)
- Napalm Death / S.O.B. (1989, Sound of Burial)
- Live EP (EP, 1989, Rise Above)
- Mentally Murdered (EP, 1989, Earache Records)
- Napalm Death / Electro Hippies (1989, Earache Records)